# Иммунологическая толерантность
Иммунологи́ческая толера́нтность — состояние организма, при котором иммунная система устойчиво воспринимает чужеродный антиген как собственный и не отвечает на него.
Аутотолерантность — это естественная иммунологическая толерантность организма к собственным тканям, формирующаяся при эмбриональном развитии. Ф. М. Бёрнет впервые сформулировал представление о «своём» и «не своём» в рамках иммунологии. В соответствии с его представлениями «своё» с точки зрения иммунной системы организма — это комплекс макромолекул, который находился в контакте с иммунной системой в период её становления. Незрелые лимфоциты реагируют на связывание их антигенраспознающего рецептора не активацией, как зрелые клетки, а гибелью. В результате в процессе онтогенеза происходит гибель (делеция) клонов, специфичных к аутоантителам (чувствительных к собственным тканям). Нарушение иммунной толерантности к собственным антигенам приводит к развитию аутоиммунных заболеваний.
В 1953 году P. Medawar, R. Billingham и L. Brent в периоде эмбрионального развития ввели новорожденным белым мышам (реципиентам) суспензию клеток костного мозга от другой линии мышей — чёрных (доноров). На втором месяце жизни линии белых мышей производили пересадку кожи от мышей чёрных и лоскут не отторгался (что происходило в течение 10-12 суток в контрольных опытах). Толерантность, наблюдаемая П. Медаваром, существовала, пока донорский костный мозг персистировал в организме реципиента. Если со временем он отторгался, то исчезала и толерантность к одноименным кожным трансплантатам. В 1960 г. П. Медавар и Ф. Бёрнет получили Нобелевскую премию.
Толерагенность — альтернатива индукции иммунного ответа. Развивается вследствие введения высоких доз белков или полисахаридов, обладающих мономерностью и безагрегатностью (для чего белковые растворы подвергаются ультрацентрифугированию), а также имеющих относительно низкую молекулярную массу и высокую эпитопную плотность. То есть одни и те же вещества могут выступать как в качестве иммуногенов, так и в противоположном качестве — толерогенов. Также важную роль в развитии отсутствия иммунного ответа играет наличие у иммунных клеток необходимого рецепторного аппарата (см. ниже).
Не всякое отсутствие иммунного ответа организма на определённый антиген является толерантностью. Например, отсутствие иммунного ответа на антигены малярийного плазмодия у людей, не имеющих в своем геноме определённого аллеля определённого гена МНС (а именно HLA-B53), имеет следствием отсутствие иммунного ответа на малярийный плазмодий. Но это не иммунологическая толерантность, потому что лимфоцитам таких людей даже и не предоставляется возможность попробовать распознать антигены малярийного плазмодия, поскольку не образуются комплексы антиген—МНС, факт распознавания антигена вообще отсутствует. Хотя специфичность отсутствия иммунного ответа по антигену в данном случае есть, но за пределами иммунной системы. Поэтому об иммунологической толерантности говорить нелогично.
Иммунологическую толерантность также нельзя путать с иммунологической супрессией, при которой подавляется уже состоявшийся иммунный ответ (например, физиологическая иммуносупрессия развивающаяся в определённое время после начала инфекционного заболевания). При толерантности продуктивная активация антигенспецифичного клона лимфоцитов не начинается. При супрессии продуктивная активация клона начинается, реализуется, затем подавляется. Механизмы супрессии по названию те же, что и механизмы толерантности — делеция клона апоптозом или ингибиция внутриклеточного метаболизма сигналами с тормозных рецепторов (имеющих ITIM), но происходят эти два процесса (толерантность и супрессия) совсем на разных этапах лимфопоэза и иммуногенеза лимфоцитов, следовательно, по крайней мере, они нетождественны.